# وحدة أبحاث الجيش
وحدة أبحاث الجيش (FRU)، هي وحدة استخبارات عسكرية سرية تابعة للجيش البريطاني في فيلق الاستخبارات. تأسست الوحدة في عام 1982 للحصول على معلومات استخبارية من منظمات إرهابية مزروعة سرًا في إيرلندا الشمالية عن طريق تجنيد واستخدام العملاء والمخبرين.
عملت الوحدة إلى جانب الفرع الخاص لشرطة أولستر الملكية - شرطة إيرلندا، والمكتب الخامس. وفي عام 1988، تشكلت خلية استخبارات أول سورس لتحسين تبادل المعلومات بين الوكالات آنفة الذكر.
تغير اسم وحدة أبحاث الجيش إلى مجموعة الدعم المشترك بعد تحقيقات ستيفنز حول اتهامات تدعي التواطؤ بين قوات الأمن والجماعات شبه العسكرية البروتستانتية، إذ اتُّهمَت الوحدة بتورطها مع القوات شبه العسكرية لجماعات الولاء البروتستانتية في قتل المدنيين، وهذا ما أكده بعض الأعضاء السابقين في الوحدة. كانت الوحدة خلال هذه الفترة (أي من عام 1987 وحتى عام 1991) تحت قيادة جوردون كير.

## تورط الوحدة مع التنظيم المسلح لجماعات الولاء البروتستانتي
جندت وحدة أبحاث الجيش في منتصف الثمانينات براين نيلسون كعميل مزدوج داخل رابطة دفاع أولستر (UDA)، وهي أحد جماعات الولاء البروتستانتية التي شاركت في مئات الهجمات على المدنيين من الكاثوليك والقوميين، بالإضافة إلى مهاجمتها لتنظيم الجمهوريين المسلح. ساعدت وحدة أبحاث الجيش نيلسون في أن يصبح كبير ضباط المخابرات في رابطة دفاع أولستر.
في عام 1988، شُحِنت أسلحة إلى جماعات بروتستانتية في جنوب أفريقيا تحت إشراف نيلسون، ومن خلال نيلسون أيضًا ساعدت وحدة أبحاث الجيش رابطة دفاع أولستر في استهداف واغتيال بعض الأشخاص. يقول قادة وحدة أبحاث الجيش إن خطتهم كانت تهدف لجعل الرابطة «أكثر احترافًا» من خلال مساعدتها على قتل الناشطين الجمهوريين ومنعها من قتل المدنيين الكاثوليك غير المتورطين. يقولون إذا كان هناك شخص ما تحت التهديد، كان على عملاء مثل نيلسون إبلاغ وحدة أبحاث الجيش الذين كانوا ينبهون الشرطة بعد ذلك. وفي هذا الشأن يقول جوردون كير -الذي كان يدير وحدة أبحاث الجيش من عام 1987 وحتى عام 1991- إنّ الوحدة ونيلسون قد أنقذا أكثر من 200 شخص بهذه الطريقة. ومع ذلك، وجدت تحقيقات ستيفنز أدلة على إنقاذ حياة شخصين فقط، وقال إن العديد من الهجمات التي شنتها الجماعات البروتستانتية كان يمكن منعها ولكن سُمح لها بالمضي قدمًا. يعتقد فريق ستيفنز أن نيلسون كان مسؤولاً عن 30 جريمة قتل على الأقل بالإضافة إلى العديد من الهجمات الأخرى، وأن العديد من الضحايا كانوا من المدنيين الأبرياء؛ كان المحامي بات فينوكين أحد أبرز الضحايا.
واصلت وحدة أبحاث الجيش مساعدتها لرابطة دفاع أولستر وغيرها من الجماعات البروتستانتية على الرغم من اعتقال نيلسون في عام 1992. كانت جماعات الولاء البروتستانتية من عام 1992 وحتى عام 1994مسؤولةً عن وفيات أكثر من الجمهوريين لأول مرة منذ الستينيات.
توجد ادعاءات تتهم وحدة أبحاث الجيش بالحصول على أوامر تقييد لتسهيل مهمة التنظيمات المسلحة البروتستانتية في الوصول إلى هدفها والهرب منه. يعد أمر التقييد بمثابة اتفاقية لتفادي النزاع بتقييد الدوريات أو المراقبة في منطقة ما خلال فترة محددة من الزمن. نُفِّذَت أوامر التقييد هذه بدراسة من مجموعة مهام وتنسيق أسبوعية تضم ممثلين عن شرطة أولستر الملكية، والجيش البريطاني والمكتب الخامس؛ توجد مزاعم تدعي مطالبة وحدة أبحاث الجيش بأوامر تقييد على المناطق التي ستُنفذ فيها التنظيمات المسلحة البروتستانتية هجومها.

## التخلل المزعوم لتنظيمات الجمهوريين المسلحة
تدعي بعض المزاعم وجود علاقة بين وحدة أبحاث الجيش والتنظيمات المسلحة للجمهوريين عبر العديد من العملاء المزروعين داخل الأخيرة؛ بما في ذلك عملاء في وحدات الجيش الجمهوري الإيرلندي ممن قاموا بمهام تضمنت زرع القنابل وتنفيذ الاغتيالات. كان لقب أبرز هؤلاء العملاء «ستايكنايف» الذي لا يزال هناك جدل حول ما إذا كان هو نفسه فريدي سكاباتيشي عضو الجيش الجمهوري الإيرلندي أو عضو آخر غير معروف حتى الآن.
يُعتقد أن ستايكنايف كان عضوًا في وحدة الأمن الداخلي التابعة للجيش الجمهوري الإيرلندي -وهي وحدة مسؤولة عن مكافحة التجسس والاستجواب والمحاكمات العرفية للمخبرين داخل الجيش الجمهوري الإيرلندي؛ استُخدِم ستايكنايف من قِبل وحدة أبحاث الجيش للتأثير على نتائج التحقيقات التي أجرتها وحدة الأمن الداخلي في الجيش الجمهوري الإيرلندي في أنشطة متطوعي الجيش الجمهوري الإيرلندي.
تدّعي بعض المزاعم حصول رابطة دفاع أولستر في عام 1997 على التفاصيل المتعلقة بهوية متطوع الجيش الجمهوري الإيرلندي الذي تسيطر عليه وحدة أبحاث الجيش والمسمى بستايكنايف، كما تدّعي بأنّ الرابطة لم تكن مدركة لقيمة متطوع الجيش الجمهوري الإيرلندي بالنسبة إلى وحدة أبحاث الجيش، وخططت لاغتياله.
بعد اكتشاف وحدة أبحاث الجيش أن ستايكنايف كان في خطر من اغتيال رابطة دفاع أولستر، استخدمت براين نيلسون لإقناع الرابطة باغتيال فرانسيسكو نوتارونيو بدلاً منه، وهو متقاعد من بلفاست كان قد احتُجِز باعتباره جمهوريًا إيرلنديًا في الأربعينيات. قُتل نوتارونيو من قبل وحدة مدافعي حرية أولستر في ذلك الوقت، وبعد مقتله قام الجيش الجمهوري الإيرلندي باغتيال اثنين من قادة رابطة أولستر في هجمات انتقامية. لقد زُعم أن وحدة أبحاث الجيش قد نقلت سرًا تفاصيل عن هذين القائدين إلى الجيش الجمهوري الإيرلندي عبر ستايكنايف في محاولة لصرف الانتباه عنه كمخبر محتمل.

## وحدة أبحاث الجيش وتحقيقات ستيفنز
أكد مارتن انغرام -الناشط السابق في وحدة أبحاث الجيش- أن الهجوم المتعمد الذي دمر مكاتب تحقيقات ستيفنز قد نفذته وحدة أبحاث الجيش لتدمير الأدلة التي جمعها فريق ستيفنز.